# 핑크플로이드딱총새우
핑크플로이드딱총새우(Synalpheus pinkfloydi)는 딱총새우과 세이마뿔딱총새우속에 속하는 새우의 일종이다. 이 새우의 이름은 2017년 록밴드 핑크 플로이드 이름에서 따왔다. 그 이유는 연구를 이끈 새미 데 그레이브 박사가 핑크 플로이드의 팬이기 때문이다. 또 부분적으로, 독특한 "밝은 핑크레드 집게"(bright pink-red claw)를 가졌기 때문이기도 하다.

## 같이 보기
- 핑크 플로이드